# Liste des commanderies templières
| \| · Ordre du Temple · : Forteresse · : Commanderie \| Les possessions de l'ordre du Temple aux XIIe et XIIIe siècles · (Survoler la carte pour identifier la région administrative correspondante, et se reporter au tableau ci-dessous) |
| · Ordre du Temple · : Forteresse · : Commanderie |

Cette liste, non exhaustive, recense les commanderies et maisons de l'ordre du Temple en se référant aux régions ou découpages administratifs de chaque pays concerné.

## Commanderies templières par région
| Liste des commanderies templières par région administrative actuelle | Pays actuel        | Article connexe                    | Nombre de commanderies |
| -------------------------------------------------------------------- | ------------------ | ---------------------------------- | ---------------------- |
| Aberdeenshire                                                        | Écosse             | Templiers en Écosse                | 1                      |
| Abruzzes                                                             | Italie             | Templiers en Italie                | 0 (5)                  |
| Alentejo                                                             | Portugal           |                                    | 2                      |
| Alsace                                                               | France             |                                    | 5                      |
| Andalousie                                                           | Espagne            |                                    | 2                      |
| Angleterre de l'Est                                                  | Angleterre         | Templiers en Angleterre            | 11                     |
| Angleterre du Sud-Est                                                | Angleterre         | Templiers en Angleterre            | 12                     |
| Angleterre du Sud-Ouest                                              | Angleterre         | Templiers en Angleterre            | 4                      |
| Aquitaine                                                            | France             |                                    | 24                     |
| Aragon                                                               | Espagne            |                                    | 18                     |
| Auvergne                                                             | France             |                                    | 15 (+2?)               |
| Basilicate                                                           | Italie             | Templiers en Italie                | 2                      |
| Basse-Autriche                                                       | Autriche           | Templiers dans le monde germanique | 0 (4)                  |
| Basse-Saxe                                                           | Allemagne          | Templiers dans le monde germanique | 4                      |
| Basse-Silésie                                                        | Pologne            | Templiers dans le monde germanique | 3                      |
| Bavière                                                              | Allemagne          | Templiers dans le monde germanique | 4                      |
| Bohême                                                               | République tchèque | Templiers dans le monde germanique | 2                      |
| Bourgogne                                                            | France             |                                    | 19                     |
| Brandebourg                                                          | Allemagne          | Templiers dans le monde germanique | 2                      |
| Bretagne                                                             | France             |                                    | 11                     |
| Calabre                                                              | Italie             | Templiers en Italie                | 1                      |
| Campanie                                                             | Italie             | Templiers en Italie                | 3                      |
| Castille-et-León                                                     | Espagne            |                                    | 13                     |
| Castille-La Manche                                                   | Espagne            |                                    | 3                      |
| Catalogne                                                            | Espagne            |                                    | 14                     |
| Centre                                                               | France             |                                    | 17                     |
| Centre du Portugal                                                   | Portugal           |                                    | 6                      |
| Champagne-Ardenne                                                    | France             |                                    | 22                     |
| Communauté valencienne                                               | Espagne            |                                    | 3                      |
| Connacht                                                             | Irlande            |                                    | 1                      |
| East Renfrewshire                                                    | Écosse             | Templiers en Écosse                | 1                      |
| Émilie-Romagne                                                       | Italie             | Templiers en Italie                | 11                     |
| Estrémadure                                                          | Espagne            |                                    | 4                      |
| Flandre                                                              | Belgique           |                                    | 2                      |
| Franche-Comté                                                        | France             |                                    | 10                     |
| Frioul-Vénétie julienne                                              | Italie             | Templiers en Italie                | 2 (5)                  |
| Galice                                                               | Espagne            |                                    | 8                      |
| Grand Londres                                                        | Angleterre         | Templiers en Angleterre            | 2                      |
| Île-de-France                                                        | France             |                                    | 21                     |
| Languedoc-Roussillon                                                 | France             |                                    | 14                     |
| Latium                                                               | Italie             | Templiers en Italie                | 10                     |
| Leinster                                                             | Irlande            |                                    | 7                      |
| Ligurie                                                              | Italie             | Templiers en Italie                | 4                      |
| Limousin                                                             | France             |                                    | 8                      |
| Lombardie                                                            | Italie             | Templiers en Italie                | 9                      |
| Lorraine                                                             | France             |                                    | 25                     |
| Lothian                                                              | Écosse             | Templiers en Écosse                | 7                      |
| Lubusz                                                               | Pologne            | Templiers dans le monde germanique | 3                      |
| Marches (les)                                                        | Italie             | Templiers en Italie                | 9                      |
| Midi-Pyrénées                                                        | France             |                                    | 24                     |
| Midlands de l'Est                                                    | Angleterre         | Templiers en Angleterre            | 10                     |
| Midlands de l'Ouest                                                  | Angleterre         | Templiers en Angleterre            | 6                      |
| Molise                                                               | Italie             | Templiers en Italie                | 2                      |
| Moravie                                                              | République tchèque | Templiers dans le monde germanique | 3                      |
| Munster                                                              | Irlande            |                                    | 4                      |
| Murcie                                                               | Espagne            |                                    | 1                      |
| Nord-Pas-de-Calais                                                   | France             |                                    | 13                     |
| Nord du Portugal                                                     | Portugal           |                                    | 7                      |
| Normandie                                                            | France             |                                    | 15 (+5)                |
| Ombrie                                                               | Italie             | Templiers en Italie                | 3                      |
| Pays de la Loire                                                     | France             |                                    | 16                     |
| Pays de Galles                                                       | Pays de Galles     |                                    | 0 (6)                  |
| Péloponnèse                                                          | Grèce              |                                    | 4/5                    |
| Picardie                                                             | France             |                                    | 27                     |
| Piémont                                                              | Italie             | Templiers en Italie                | 21                     |
| Poitou-Charentes                                                     | France             |                                    | 19                     |
| Voïvodie de Poméranie occidentale                                    | Pologne            | Templiers dans le monde germanique | 6                      |
| Les Pouilles                                                         | Italie             | Templiers en Italie                | 15                     |
| Provence-Alpes-Côte d'Azur                                           | France             |                                    | 27                     |
| Rhénanie-Palatinat                                                   | Allemagne          | Templiers dans le monde germanique | 6                      |
| Rhône-Alpes                                                          | France             |                                    | 23                     |
| Rioja                                                                | Espagne            |                                    | 1                      |
| Sardaigne                                                            | Italie             | Templiers en Italie                | 4                      |
| Saxe-Anhalt                                                          | Allemagne          | Templiers dans le monde germanique | 7                      |
| Sicile                                                               | Italie             | Templiers en Italie                | 3                      |
| Thuringe                                                             | Allemagne          | Templiers dans le monde germanique | 4                      |
| Toscane                                                              | Italie             | Templiers en Italie                | 2                      |
| Trentin-Haut-Adige                                                   | Italie             | Templiers en Italie                | 0 (1)                  |
| Vallée d'Aoste                                                       | Italie             | Templiers en Italie                | 0 (3)                  |
| Vénétie                                                              | Italie             | Templiers en Italie                | 3                      |
| Wallonie                                                             | Belgique           |                                    | 7                      |
| Yorkshire et Humber                                                  | Angleterre         | Templiers en Angleterre            | 11                     |

| Autres listes de commanderies templières | Pays actuel     | Article connexe                    | Nombre de commanderies |
| ---------------------------------------- | --------------- | ---------------------------------- | ---------------------- |
| Hongrie (et Croatie)                     | Croatie Hongrie | Templiers dans le monde germanique | 17                     |
| Luxembourg                               | Luxembourg      |                                    | 0                      |
| Suisse                                   | Suisse          |                                    | 2                      |